# Pietro Battista Borgo

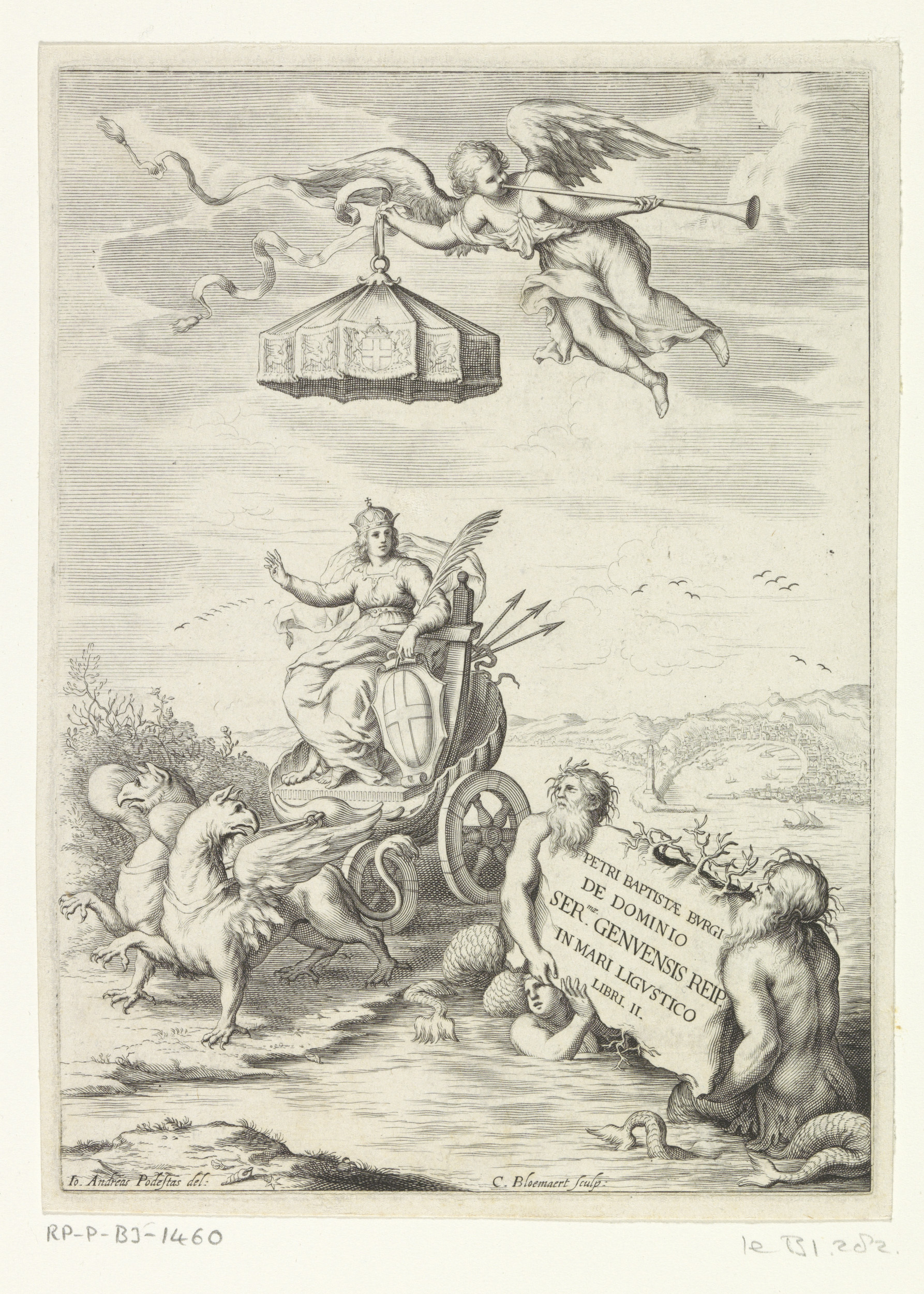
De Dominio Ser.mae Genuensis Reipublicae in Mare Ligustico, Roma, D. Marcianus, 1641.

Pietro Battista Borgo fue un historiador italiano del siglo XVII.

## Biografía
Apenas se tienen noticias de la vida de Borgo, activo en Génova en la primera mitad del siglo XVII. Por sus convicciones antihabsburgo se alistó como mercenario en el ejército sueco con el que tomó parte en la Guerra de los Treinta Años. Presente en Alemania en el momento de la muerte de Gustavo Adolfo II de Suecia. A ella dedicó so obra más célebre, Commentari de bello svecico, publicada en 1633. Dedicada al cardenal Francesco Barberini, describía en ellas las victorias e innovadoras tácticas militares del soberano sueco y obtuvo un notable éxito editorial con dos reediciones y una traducción al francés.
Su siguiente obra, De Dominio Serenissimae Genuensis Reipublicae in Mari Ligustico, editada en 1641, pretendía demostrar con argumentos jurídicos el derecho exclusivo de la República de Génova sobre el mar de Liguria, tesis refutadas por Theodore de Granswinckel (1600-1666), en Maris liberi vindiciae, 1652. Su tercera obra, De dignitate Genuensis Reipublicae disceptatio, escrita por encargo de los procuradores de la república, reclamaba que Génova se la tratase con la dignidad de un reino independiente y no fuese considerada parte del Sacro Imperio Romano Germánico. 

## Obras
- De bello svecico commentarii, quibus Gustavi Adulphi Suecorum regis in Germaniam expeditio usque ad ipsius mortem comprehenditur, Lieja, Heinrich Edelmannn, 1633.
- Mars Sueco-Germanicus,sive rerum a Gustauo Adolpho Suaetiae Rege gestarum libri tres, Colonia, A. Binck, 1641.
- De dominio serenissimae Genuensis Reipublicae in mari ligustico, Libri II, Dominicus Marcianus, Roma, 1641.
- De dignitate Genuensis Reipublicae disceptatio, Génova, Giovanni Maria Farrone, 1946.